# Diagonales de France
Pour les articles homonymes, voir Diagonale (homonymie).

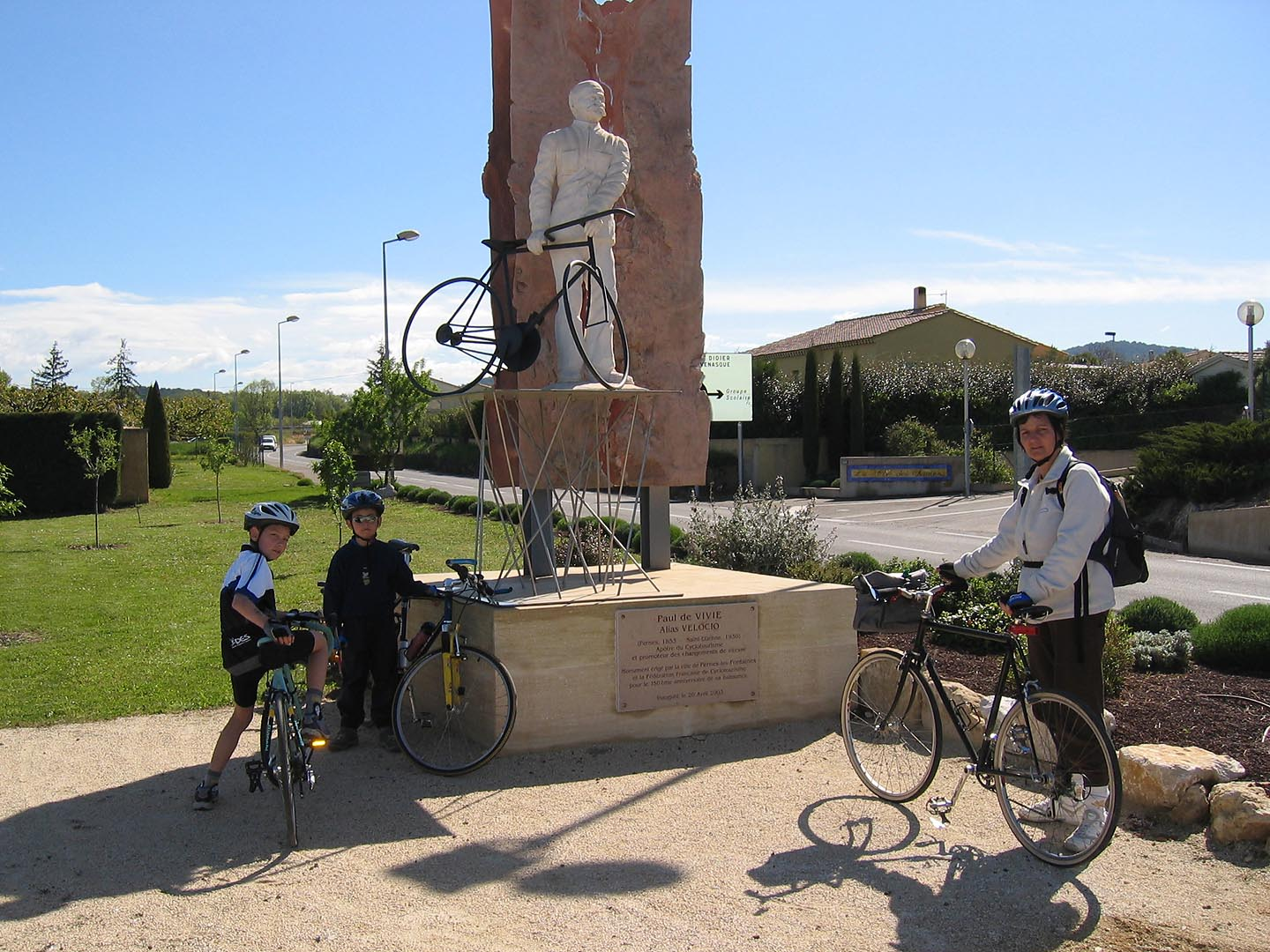
Disciples de Vélocio devant son monument à Pernes-les-Fontaines

Les Diagonales de France sont neuf parcours cyclistes, correspondant à un découpage de l'hexagone français en 9 diagonales.

## Présentation
Créés en 1930, sur une idée de Paul de Vivie (alias « Vélocio »), par Philippe Marre, ces parcours sont également des randonnées consistant à rallier à bicyclette et sans assistance, deux sommets non consécutifs de l'hexagone figurant la France continentale, en un temps déterminé. Chaque Diagonale constitue une randonnée indépendante pouvant être effectuée dans l'un ou l'autre sens, individuellement ou en groupe, jusqu'à 6 participants maximum. Le choix de l'itinéraire est libre.
Les Diagonales font partie des randonnées longue distance de la Fédération française de cyclotourisme (FFCT). Dans ce cadre, les Diagonales doivent être réalisées dans l'esprit de Vélocio, c'est-à-dire sans esprit de compétition.
Une procédure d'homologation est prévue par la FFCT, permettant d'obtenir un brevet.

## Temps

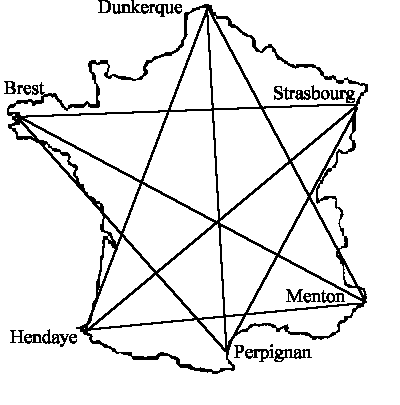
les 9 Diagonales de France

| Diagonale              | Distance (km) | Délai (h) |
| ---------------------- | ------------- | --------- |
| Brest - Menton         | 1400          | 116       |
| Dunkerque - Perpignan  | 1190          | 100       |
| Dunkerque - Menton     | 1190          | 100       |
| Hendaye - Strasbourg   | 1170          | 99        |
| Brest - Perpignan      | 1060          | 89        |
| Brest - Strasbourg     | 1050          | 88        |
| Hendaye - Menton       | 940           | 78        |
| Dunkerque - Hendaye    | 1050          | 88        |
| Strasbourg - Perpignan | 940           | 78        |

## Eurodiagonales

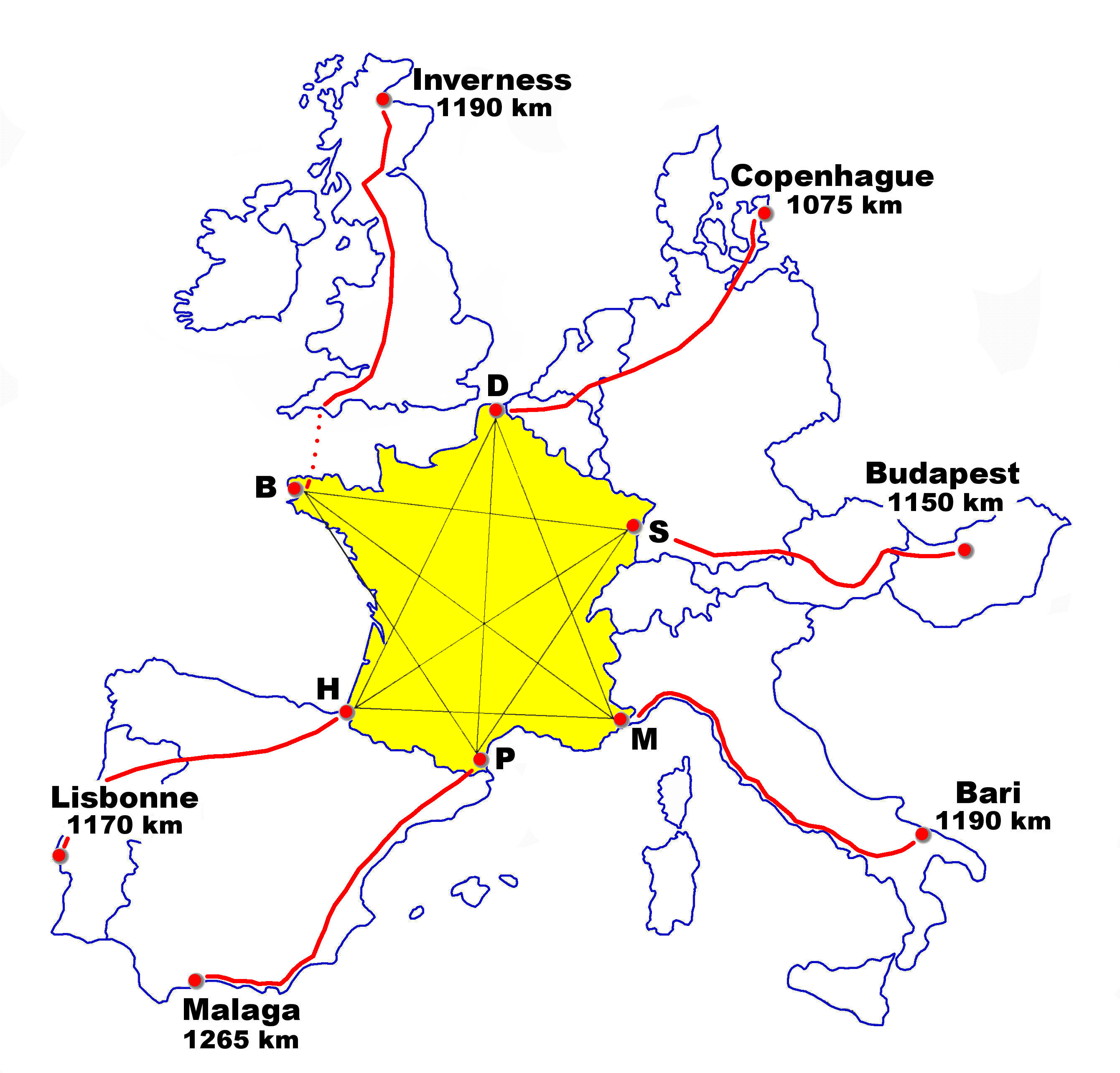
Les 6 EuroDiagonales

Les EuroDiagonales sont des randonnées permanentes organisées et homologuées par l'Amicale des Diagonalistes de France. Elles prolongent les Diagonales de France hors de nos frontières. C'est la raison pour laquelle les six villes Départ/Arrivée des Diagonales de France sont choisies pour l'une des extrémités des EuroDiagonales. L'autre extrémité est située dans un pays de l'Union Européenne.
| Diagonale              | Distance (km) | Délai (h) |
| ---------------------- | ------------- | --------- |
| Strasbourg - Budapest  | 1150          | 150       |
| Dunkerque - Copenhague | 1075          | 150       |
| Hendaye - Lisbonne     | 1170          | 151       |
| Menton - Bari          | 1190          | 152       |
| Brest - Inverness      | 1190          | 160       |
| Perpignan - Malaga     | 1265          | 171       |

## Diagonales de Belgique
La FBC sur le modèle des Diagonales de France a mis en place les diagonales de Belgique depuis 1975.